# 點驗軍器大臣
點驗軍器大臣為清朝設置專責清點京師八旗各營軍備器械的職官，員額不定，由皇帝於王、公、大臣中特簡充任。

## 沿革
順治五年（1648年）題准，每年秋季奏請點驗八旗護軍營、驍騎營器械，春季奏請點驗前鋒營、步軍營器械，責令該管官員互相稽察。點驗時，若盔甲、弓箭等項全無者，如為官員則革職，如為兵丁則鞭一百且革退；軍器虧損及箭上無字、書寫他人姓名者，如為官員則罰俸一年，如為兵丁則鞭五十；軍器朽壞者，如為官員則罰俸兩月，如為兵丁則鞭二十。如所屬官兵有盔甲、弓箭等項全無及軍器缺少或朽壞者，一名至五名，該管都統等罰俸三月，參領等罰俸六月；六名至十名，都統等罰俸六月，參領等罰俸九月；十名以上者，都統等罰俸九月，參領等罰俸一年；二十名以上者，都統等罰俸一年，參領等降一級留任；三十名以上者，都統等罰俸二年，參領等降一級、罰俸一年；佐領、驍騎校等所管兵數不多，有軍器缺額、朽壞，一名至三名者罰俸六月，四名至六名罰俸一年，七名至十名降一級留任；內務府及王公府屬佐領、管領下，有十名以上者降一級、罰俸一年，二十名以上降二級留任。
定制，八旗驍騎營、護軍營、前鋒營及內府護軍營各官員鎧仗五年一次由八旗奏請特簡王公大臣點驗，即點驗軍器大臣；駐防八旗則由將軍、都統、副都統於到任後率屬員稽核軍營鎧仗；游牧八旗察哈爾兵丁鎧仗由兵部奏請特命大臣前往點驗。
宗室身分的王公、佐領、御史、司員等軍器，由宗人府每五年一次奏請點驗；八旗各營文武大臣盔甲器械，由兵部每五年一次奏請點驗，開列和碩親王、多羅郡王、領侍衛內大臣、滿洲蒙古都統清單，皇帝簡選充任點驗軍器大臣。盛京八旗、盛京內務府、盛京五部官兵軍器，由盛京兵部侍郎每三年一次率領司員點驗後疏報。
雍正元年（1723年）奏准，八旗察哈爾官兵軍器由兵部二年一次開列滿洲蒙古都統、統領、副都統，奏請簡選前往點驗。
二年（1724年）上諭，八旗軍器因時間久遠，殘缺不全，兵丁無力修整，由各旗確認軍器數目，以公帑照舊設置，三年點驗之時暫行封貯，驗畢發回，杜絕挪借應付點驗。
乾隆三年（1738年）奏准，如遇三年一次大閱時，該年停止點驗器械。
十八年（1753年）上諭，八旗軍器每年點驗一次太過煩擾，嗣後三年一次點驗。點驗應用心查核，不得草率了事；如果皇帝親自檢閱時軍器仍有虧缺損壞者，必將點驗軍器大臣治罪。內務府佐領下驍騎及王公府屬兵丁軍器則不再點驗。
四十六年（1781年）四月上諭，侍衛處侍衛、鑾儀衛章京等人員盔甲，停止點驗。五十二年（1787年）二月上諭，文職七品以下、武職六品以下官員的盔甲、軍械，往後停止點驗。
嘉慶八年（1803年）閏二月上諭，健銳營、圓明園八旗內務府三旗護軍營營兵遇大閱年可免點驗，但仍應製備盔甲；文職三品以下不兼武職官員可不需製備盔甲。九年（1804年）二月上諭，外火器營盔甲免予點驗，但仍應自行製備。